# Tanaorhinus rafflesii
Tanaorhinus rafflesii är en fjärilsart som beskrevs av Moore 1859. Tanaorhinus rafflesii ingår i släktet Tanaorhinus och familjen mätare. Inga underarter finns listade i Catalogue of Life.